# Історія Стамбула
Першим поселенням на території сучасного Стамбулу вважають неолітичне селище, яке було розташоване в районі сучасної станції стамбульського метро Єнікапи. Воно датоване 6500 до н. е. Перша за часом пам'ятка культури на Анатолійському узбережжі Босфору — курган Фіартепе, який датується 5500-3500 до н. е.
Фракійські племена, що заселили береги Босфору наприкінці II тисячоліття до н. е., збудували поселення Семистра і Ліґос (останнє на Палацовому мисі, біля сучасного палацу Топкапи (1100 — 1000 рр. до н. е.)). У 685 р. до н.е на мисі Мода (сучасний Кадикьой) греки з Мегари заснували поселення Калхедон.

## Візантій
667 року до нашої ери на місці фракійського Ліґоса мегарцями на чолі з Бізасом (Бізантом) було засноване нове місто. На честь ватажка колоністів воно отримало ім'я Візантій. В 512 — 478 році до н. е. Візантій перебував під владою Персії. Після звільнення увійшов до складу Афінської архе. У 411 — 409 і 405- 389 рр. до н. е. — тимчасово перебував під контролем Спарти, у 364 році до н. е. — Фів. У 357 році до н. е. остаточно виходить із підпорядкування Афін.
У 340 році до н. е. Візантій взяв в облогу Філіпп II Македонський, але місто вистояло, з Александром Великим візантійці, натомість, підтримували приязні стосунки і навіть допомагали йому кораблями. У 227 році до н. е. місто атакували кельти (галати), які згодом оселилися на північному березі Золотого Рогу.
У 146 році до н. е. Візантій уклав союзний договір із Римом, у 74 р. до н. е. — увійшов до складу Римської республіки. У 193 році місто після трирічної облоги було захоплене Септимієм Севером. Він наказав зруйнувати міські мури і позбавити Візантій усіх пільг і привілеїв.

## Константинополь
У 324—330 роках Костянтин Великий збудував на місці Візантія нову столицю Римської імперії. За його правління офіційною назвою міста був «Новий Рим», але згодом на честь імператора його почали йменувати Константинополь. За часи Костянтина у місті було зведено 30 палаців і храмів, 4 тисячі великих житлових будинків, по півтори сотні лазень і пекарень, 8 водогонів, 2 театри, цирк і новий іподром.
Після смерті імператора Феодосія І у 395 році Римська імперія остаточно розпалася навпіл. Константинополь стає столицею Східної або ж Ромейської (Візантійської) імперії. 12 липня 400 року мешканці Константинополя із зброєю в руках виганяють з міста готів. У 412 році Константинополь і його оборонні споруди постраждали від землетрусу. Тому за часів Феодосія II західніше від «костянтинових мурів» були зведені нові стіни.
Найвищого розквіту Візантія досягла за часів імператора Юстиніана І (527—565). Він розгорнув у столиці нечуване за масштабами будівництво. У 532—537 був зведений Собор Святої Софії — на ті часи найбільший у світі християнський храм.
У 625—626 Константинополь пережив важку облогу — із сходу під його мурами стояли перси, із заходу — авари. У 670, 674—678, 717—718 рр. місто штурмували араби, у 698 році його здобули і пограбували самі візантійці — супротивники імператора Леонтія, 705 року біля мурів столиці з'явилися болгари, яким відкрив ворота сам імператор Юстиніан II.З 726 до 843 року Константинополь перебував в епіцентрі громадянської війни між іконоборцями і прихильниками шанування ікон. 860, 874, 944, 1043 на місто нападали руси.
Після перемоги під Манцикертом в 1071 році над імператором Романом IV Діогеном турецькі султани з династії Сельджуків захоплюють Малу Азію. Східний кордон імперії відсувається майже до передмість Константинополя. Олексій I Комнін змушений був звернутися за допомогою до хрестоносців. Проте поява у Єрусалимського королівства і активне просування на Схід західних конкурентів — венеційців, генуезців, пізанців завдали удару по економіці візантійської столиці. Невдоволений цим Андронік I Комнін у 1183 р. скасував привілеї італійських торгівців і вигнав їх за межі імперії. Венеційці помстилися — під час четвертого хрестового походу західні лицарі спочатку взяли Константинополь в облогу, а 13 квітня 1204 року здобули місто штурмом і розграбували.
Константинополь був перетворений на столицю нової держави, що отримала назву Латинська імперія. Повернути собі місто грекам вдалося лише 15 липня 1261 року, коли мешканці відкрили браму перед володарем Нікейської імперії Михаїлом VIII Палеологом.
Відновити колишню потугу Палеологам не вдалося. Константинополь занепадав, його населення скорочувалося. Особливо відчутним відтік мешканців став тоді, коли сусідські султани з династії Османів почали об'єднувати під своєю владою до того розрізнені турецькі князівства Малої Азії та поступово захоплювати візантійські міста і провінції.

## Столиця Османської імперії

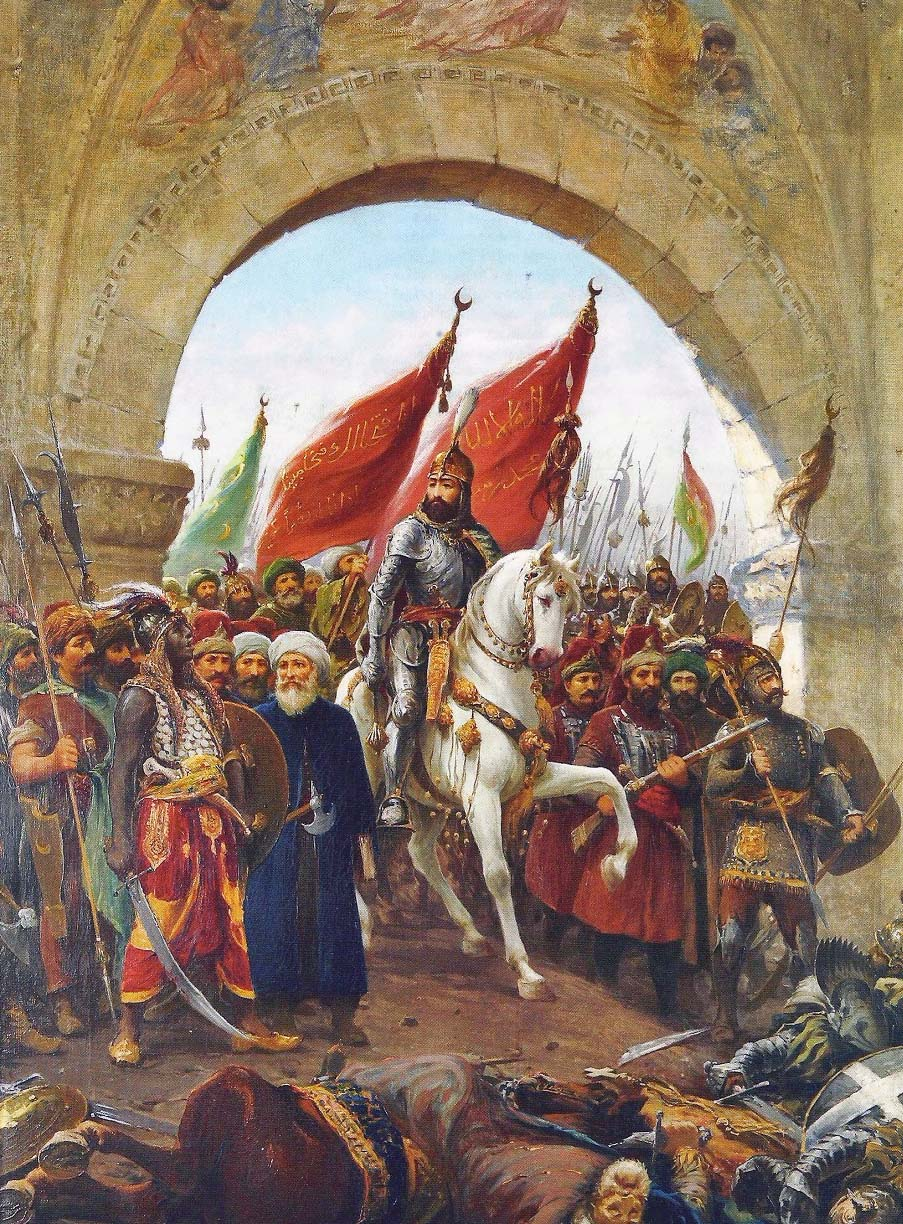
Вступ військ Мехмеда до Царгороду

29 травня 1453 року Константинополь був захоплений військами султана Мехмеда II. Зимою 1457—1458 місто стало столицею Османської імперії. Самі османи називали місто на свій лад — Стамбул (тур. İstanbul), проте офіційно його не перейменовували і навіть в офіційних документах фігурувала і назва "Константинополь (тур. قسطنطينيه Konstantiniyye).
Майже всі мешканці Константинополя, які залишилися живими після штурму міста, були перетворені на рабів і продані. Для нової столиці знадобилися нові мешканці. Першими переселенцями стали османи із Аксарая, вірмени із Бурси, греки з егейських островів і Пелопоннесу. У 1461 році Мехмед II захопив Трапезунд і місцевих греків також переселив до Стамбулу. Вже 3 червня 1453 р. султан наказав перебудувати на мусульманську мечеть собор Святої Софії. Така ж доля чекала й на більшість інших християнських храмів. Поруч з ними почали будувати і нові мечеті, першою з яких став комплекс на честь Ейюба Ансарі. Мечеть Фатих була зведена під керівництвом грецького архітектора Христодула на місці та з матеріалів церкви Святих Апостолів. За Мехмета II почалося також будівництво стамбульського Великого базару. Недалеко від колишнього Форуму Феодосія постав султанський палац (Ескі-Сарай), проте в ньому султану було затісно, і в 1466 на місці колишнього акрополя Візантія почалося будівництво нового палацу — Топкапи. Згодом сюди переїхав сам султан і його канцелярія, а двір і гарем залишилися в старому палаці.
Утім, спочатку місто виглядало малонаселеним, до того ж більшість його мешканців не мали пристойних умов для існування. Не дивно, що люди вмирали від хвороб, тільки чума щорічно забирала кількасот життів. Проте населення Стамбула швидко зростало, і до кінця XV ст. перевищило 200 тисяч, тобто майже в 7 разів більше, аніж за останні роки існування Візантії. Мусульмани при цьому не складали і 60 % мешканців міста. В 1509 р. столиця стала жертвою землетрусу, який зруйнував більше ста мечетей і кілька тисяч житлових будинків.
У 1512 році за підтримки яничарів Стамбул захопив султан Селім I Явуз, який усунув від влади свого батька. У 1513 р. він наказав знищити в своїх володіннях, і столиці зокрема, усіх шиїтів — справжніх чи просто підозрюваних. Натомість після захоплення в 1517 році Єгипту до Стамбулу переселили тисячі каїрських ремісників. Хіджаз поквапився визнати владу Османів і султана як халіфа мусульман. На підтвердження цього на береги Босфору перевезли ісламські реліквії. Стамбул перетворився на центр ісламського світу.

## Доба Сулеймана Пишного
За часів правління Сулеймана Пишного в 1520—1566 роках місто переживає нову «золоту добу». Імперія, що простягнулася від Марокко до Індійського Океану, мала отримати гідну столицю. У Стамбулі будуються нові мечеті, медресе і будинки. Головний архітектор Сулеймана Сінан будує, зокрема мечеть Шехзаде (закінчена у 1548) і мечеть Сулейманіє, яка перетворилася на справжній символ Стамбулa. Розбудовується палац Топкапи, куди за наполяганням дружини султана Роксолани перебирається і гарем. Свій палац будує і великий візир Ібрагім-паша — із західного боку колишнього іподрому.
Після смерті Сулеймана Османська імперія починає хилитися до занепаду, але столицю продовжують забудовувати мечетями і медресе, базарами і лазнями. За часів Ахмеда I навпроти Святої Софії зводять Блакитну мечеть (1609—1616) — другу після Мекки в ісламському світі мечеть із шістьма мінаретами. Величезні витрати спустошують державну скарбницю, а військове щастя від імперії відвертається. Осман II у 1622 році, роздратований поразкою під Хотином, взагалі вирішив перенести столицю на схід[джерело?] — до Дамаска або ж Алеппо. Проте повстали яничари, султана схопили і після знущань вбили в замку Єдікуле.
На середину XVII сторіччя Стамбул перетворюється на одне з найбільших міст тогочасного світу. У місті працювало 23 тисячі майстерень (80 тисяч робітників). Тільки великих купців нараховували 15 тисяч. Їм належало 32 тисячі магазинів і складів. Однак житлове і господарське будівництво велося хаотично і пожежі загрожували мало не всьому місту. У 1572 був ухвалений навіть спеціальний закон[джерело?], який вимагав від власника кожного дому мати драбину і велику діжку з водою. Тим не менше лише 1633 до 1698 рр. — в Стамбулі сталася 21 велика пожежа, найбільша — у 1660 році. Від гріха подалі навіть резиденції іноземних дипломатів, які спочатку були розташовані у спеціальному кварталі біля давнього Форуму Костянтина («Ельчи-Хан»), у середині 17 ст. перенесли на інший бік Золотого Рогу — до Галати.
Стамбул залишався центром не лише османської або ж ісламської культури. В місті продовжувала діяти Константинопольська патріархія православної церкви (резиденцією патріарха з 1456 р. була церква Богородиці Паммакрісті (у 1587 р. перетворена на мечеть), з 1720 р. — церква Святого Георгія). У 1565 р. була відкрита перша вірменська друкарня , 1627 р. — перша грецька. І лише у 1727 році султан Ахмед III, що вважав себе великим просвітником і навіть збудував в палаці Топкапи бібліотеку (1719) дав дозвіл на відкриття типографії для друку книжок османською та арабською, при умові що вона не друкуватиме релігійної літератури (проти цього заперечувало духовенство).
Останнє десятиріччя правління Ахмеда III отримало назву «доби тюльпанів» і прославилося модою на усе розкішне і французьке. За зразком Версаля у Стамбулі та поруч з ним одним за одним будують султанські палаци в стилі бароко і рококо — Саадабад, Гумаюнабад, Нешабад, Ферахабад, біля головної брами Топкапи у 1728 році зводять розкішний фонтан Ахмеда III. Завершилося все в 1730 році потужним постанням під орудою Патрона Халіла і усуненням султана. Новий володар запросив ватажків заколоту до палацу, де їх по-зрадницьки вбили.

## Доба реформ

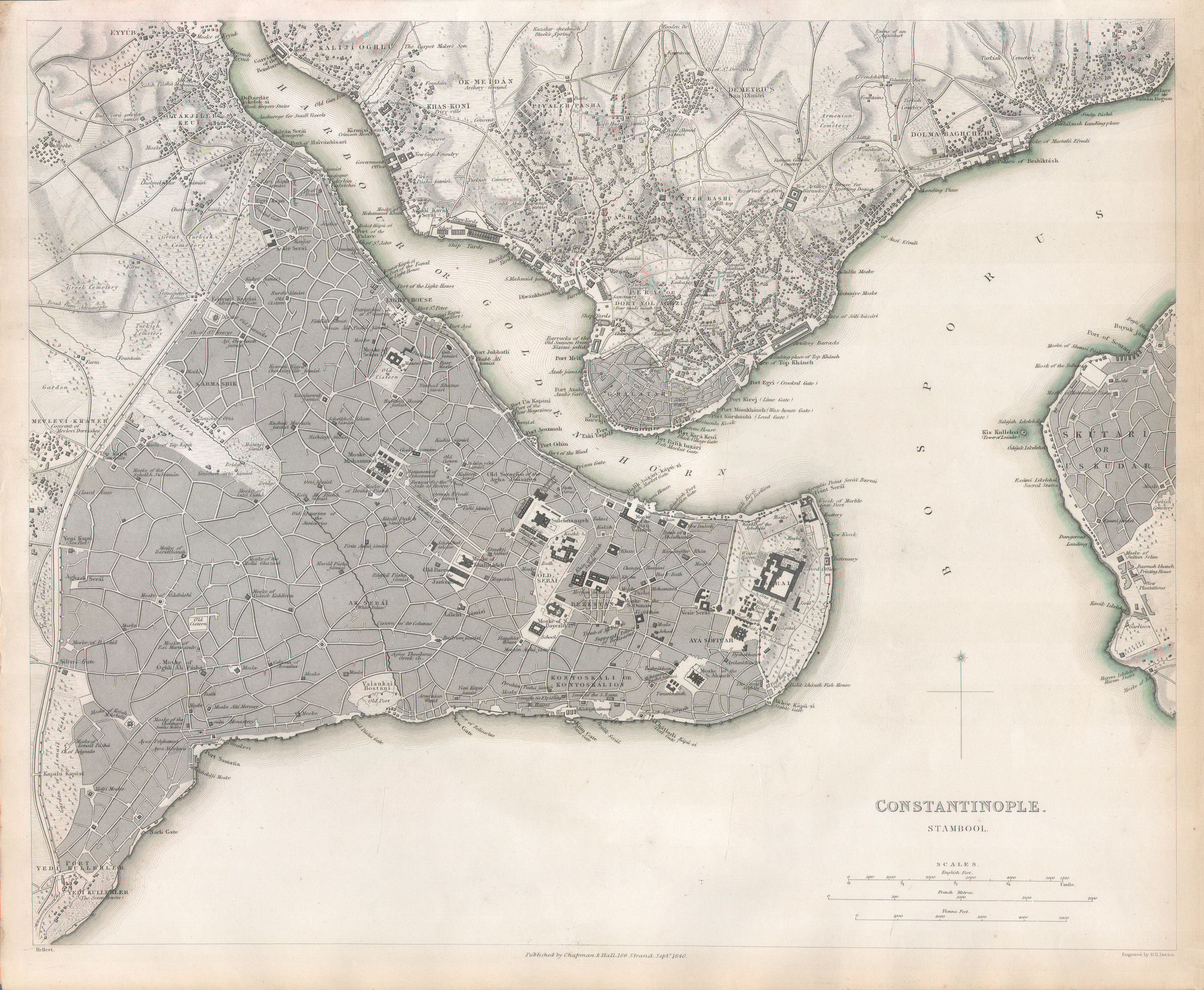
1840 р.

У 18 столітті Османська імперія опиняється в стані глибокої кризи. Економічна деградація доповнюється політичним застоєм. Поразки у війнах з Австрією і Російською імперією стають черговим свідченням відсталості держави, а непевні спроби модернізації, насамперед, військової організації (в Стамбулі, зокрема, створюють артилерійську, інженерну, навігаційну і морську школи) наштовхується на шалений спротивом панівних верств суспільства. Порта втрачає Крим і Північне Причорномор'я, на Єгипет зазіхають одночасно французи і британці, «великі» держави починають обговорювати майбутнє усієї імперії Османів (так зване «Східне питання») і статус чорноморських проток зокрема. Порту відверто починають іменувати «хворим на Босфорі».
Все це змушує султана Селіма III (1789—1807) розпочати справжні реформи («нізам-і джедіт»). У 1793 р. створює перші підрозділи регулярної армії, в столиці будуються нові казарми, розширюються військові школи, відновлюється робота типографій. Невдоволені нововведеннями яничари у 1807 році усувають монарха-реформатора і садять на престол свого маріонетку. Натомість прихильники реформ збирають власне військо і з його допомогою приводять до влади Махмуда II, який продовжує справу Селіма. Щоправда йому доводиться одночасно боротися із Грецькою революцією, на боці якої — громадська думка усієї Європи, і замінювати чиновників-фанаріотів лояльнішими османами. Після чергового заколоту яничарів, султан остаточно ліквідував яничарський корпус. Змовників, які сподіваються на допомогу Російській імперії під час війни 1828—1829 рр., теж викривають. Але в боротьбі з Мухамедом Алі Махмуд II зазнає поразки. Рятує монарха цар Микола I. Вперше на Босфорі з'являється російська військова ескадра — за іронією долі на запрошення самого султана.
Абдулмеджид І (1839—1861) 3 листопада 1839 видає Гюльханейський указ про початок глибших реформ, які отримують назву «танзимат». Стамбул теж змінюється. В 1845 році побудований перший постійний Галатський міст, в 1850 році по Босфору пішли пароплави. 1846 року відкривається Сільськогосподарська школа, 1848 — перше педагогічне училище, 1850 — товариство Еджумен-і-Даниш (османська Академія наук), в моду знову, але вже серед ширших верств, входять французька мова і європейський одяг . Тим більше, що під час Кримської війни британці з французами стають союзниками, і їхні солдати квартирують у Стамбулі.
Після перемоги над Російською імперією резиденцію султана урочисто переносять з палацу Топкапи до нової резиденції, збудованої за європейським зразком, — палацу Долмабахче. 1867 року починає працювати перший османський професійний театр, 1868 — Галатасарайський ліцей. 1870 офіційно відкривається Стамбульський університет, щоправда проіснував він недовго — до кінця 1871 року. У 1871 році в Стамбулі з'являється перша трамвайна лінія, в 1875 році — карликова лінія метро — Тюнель.

## Абдул-Гамід II та «молодотурки»
Докладніше у статтях: Абдул-Гамід II, Молодотурки, Молодотурецька революція
У 1875 уряд імперії змушений був оголосити про державне банкрутство. Безпорадністю влади спробували скористатися опозиціонери — «молодотурки» на чолі з Ахмедом Мідхат-пашею. Під тиском вулиці і з огляду на невдоволення у військових частинах султан Абдул-Азіз у травні 1876 погоджується ввести Мідхат-пашу до складу уряду, а згодом — і сам зрікається престолу. Новий султан Мурад V однак обмежується амністією і формальною згодою на обговорення проекту конституції. Через три місяці усувають від влади і його. Новим султаном стає Абдул-Гамід II. Він призначає Мідхат-пашу великим візиром.
23 грудня 1876 року на урочистій церемонії в середмісті Стамбула від імені султана оголошують про запровадження конституції. Але виконувати її Абдул-Гамід II не збирався. У лютому Мідхата усувають з уряду. Обраний парламент пропрацював лише рік. Під приводом нової війни з Російською імперією депутатів розганяють і султан встановлює режим особистої диктатури, що отримав назву «зулюм». Запроваджується жорстка цензура, інакодумців за найменшої підозри заарештовують, країною котяться вірменські погроми.
«Великі держави» на все це закривали очі. Адже економіка імперії швидко переходить під їхній контроль. У 1881 в Стамбулі створюють «Адміністрацію османського державного боргу», що отримує право збирати податки з підданих султана для повернення іноземних позик. Функції центрального державного банку фактично виконує Оттоманський банк, який насправді є власністю британців і французів. Імперія відкривається Заходу. У 1889 в Константинополі відкривається залізничний вокзал, який приймає славнозвісний «Східний експрес» сполученням «Париж-Стамбул». Іноземці беруть участь і в розвитку власної інфраструктури османської столиці — наприкінці XIX ст. місто отримує сучасну систему електро- і водопостачання.
Боротьбу проти режиму «зулюма» очолює партія «Єднання і прогрес» («молодотурки»), перший осередок якої був створений у Стамбулі в 1889 році. У 1908 р. спалахнула Молодотурецька революція. 24 червня Абдул-Гамід II, змушений виконати ультиматум революціонерів, видає указ про відновлення конституції і скликання парламенту. Але в квітні 1909 в Стамбулі спалахує заколот. Молодотурки спрямовують до столиці вірні їм війська і фактично беруть місто штурмом. Абдул-Гаміда II остаточно позбавляють престолу, на парламентських виборах «молоді турки» здобувають тріумфальну перемогу, проте уся влада швидко зосереджується в руках «трійки», яку складали військовий міністр Енвер-паша, міністр поліції Талаат-Паша та військовий губернатор Стамбула Джемаль-паша.
У Першу світову війну Османська імперія вступила на боці Німецької імперії. У Стамбулі діяло і представництво Союзу Визволення України на чолі з М. Меленевським. Після підписання і ратифікації Берестейського миру послом України в османській столиці був за Гетьманату М. Суковкін (1918), за Директорії О. Лотоцький (1919—1920) і Я. Токаржевський (1920—1921), а радниками посольства — Л. Кобилянський і В. Мурський. Допомагали українському посольству османські приятелі у Стамбулі: поет і перекладач Абдулгак-Гамідбей, дипломат Зіа-паша, генерал Ізет-паша.
Після підписання Мудросського перемир'я Стамбул був окупований британськими та французькими військами. Влада султана обмежувалася стінами його палацу. Після перемир'я 11 листопада 1918 до Царгороду перевезено з західного фронту 300 полонених українців з Галичини і Буковини, яких заходами українського посольства відпущено додому.

## Стамбул за доби республіки
Війну за незалежність Туреччини очолив Мустафа Кемаль Ататюрк. Столицею новоствореної Турецької Республіки стала Анкара. 1930 року ухвалений закон, який заборонив в офіційних документах і поштових відправленнях використовувати назву Константинополь. Єдиною офіційною назвою міста залишилося найменування Стамбул.
1921—1935 у Стамбулі представником екзильного уряду УНР був Василь Мурський. 1919—1921 у Царгороді перебував український митець Олекса Грищенко.
По Другій світовій війні 1940-х pp., у Царгороді діяла Українська Громада в Туреччині, очолена сотником М. Забілою.

## Стамбул та українці
Під час нападів османів і татар на українські землі вони забирали в ясир багато українців. Стамбул був одним із головних ринків українських бранців-невільників. Серед них була й відома Роксолана, (Настя Лісовська, 1505—1561), яка потрапивши в Стамбул, згодом стала дружиною султана Сулеймана І.
1563 р. в Стамбулі страчено князя Дмитра Вишневецького, який воював проти османів і татар. Щоб протидіяти експансії Османської імперії та її союзника Кримському ханату, запорозькі козаки вибиралися в морські походи проти османських міст, у тому числі й проти Стамбула: 1615 під проводом гетьмана Петра Сагайдачного, 1620 і тричі 1624. Ці походи, оспівані в думах і піснях, мали також на меті визволення бранців з османської неволі.
Після поразки під Цецорою у полоні в Стамбулі був Богдан Хмельницький (1620—1622). На початку війни проти Польщі гетьман Б. Хмельницький намагався здобути підтримку Османської імперії: 1648 полковник Ф. Джалалій уклав у Стамбулі договір з Османською імперією. 1670 Ю. Хмельницький був ув'язнений в замку Єдікуле, згодом став архімандритом одного грецького монастиря, проживши у Стамбулі 6 років.
Серед константинопольських патріархів, які мали вплив на церковні справи Київської митрополії, були:
- Єремія II, який 1589, перебуваючи в Україні, підтвердив ставропігійські права для Львівського братства; Кирило Лукаріс дав своє благословення на висвячення Петра Могили на митрополію Київську, надаючи йому звання патріаршого екзарха;
- Парфеній затвердив «Православне Ісповідання віри» Петра Могили (1643);
- Діонісій IV погодився на перехід київської митрополії під юрисдикцію московського патріарха (1686);
- Григорій VII визнав православну Церкву в Польщі автокефальною (1924).

Вважаючи Царгород священним містом, багато прочан з Русі-України в дорозі до Святої Землі відвідували, деякі — лишили описи міста: чернігівський ігумен Данило, ніжинський чернець Іван Вишенський (1708), чигиринський чернець Серапіон (1749), Василь Григорович-Барський (1723) та ін.